# Viviane (Sandys)
Pour les articles homonymes, voir Viviane.
Viviane – en anglais Vivien – est un tableau réalisé par le peintre britannique Frederick Sandys en 1863. Cette huile sur toile préraphaélite se présente comme un portrait en buste de la fée Viviane, un personnage de la légende arthurienne qui apparaît dans le poème d'Alfred Tennyson dont la peinture s'inspire. La tête tournée vers sa droite, la jeune femme y figure devant un fond en plumes de paon vêtue d'un manteau de brocart doré et parée de bijoux en ambre. Un laurier dans la main droite, elle s'appuie sur un parapet où sont posés une pomme et un coquelicot. L'œuvre est conservée à la Manchester Art Gallery, à Manchester.